# Basílica de São Sebastião
A Basilica de São Sebastião é a igreja abacial do Mosteiro de São Bento de Salvador. É o segundo mosteiro das Américas, fica localizado na Avenida Sete de Setembro na cidade do Salvador. Seu arquiabade é Dom Emanoel D'Able do Amaral.